# Cyrix 6x86

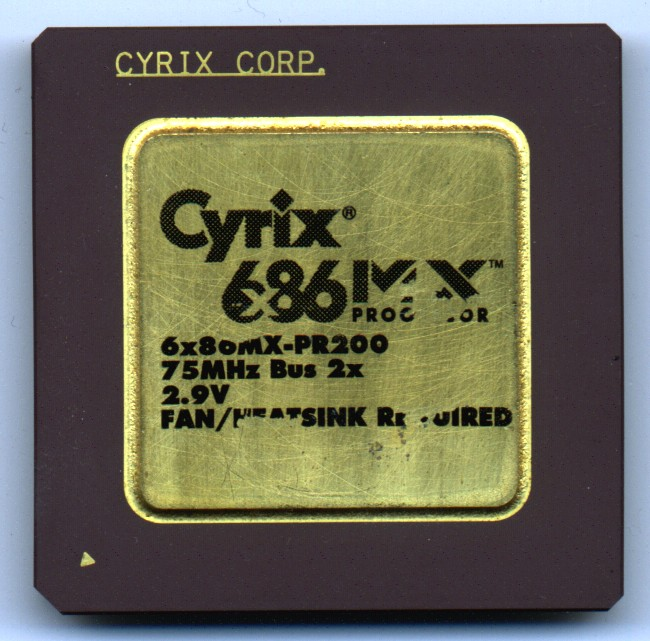
Cyrix 6x86MX PR200

Cyrix 6x86 (кодовое название M1) — шестое поколение 32-битных процессоров, разработанных фирмой Cyrix и выпущенных IBM и SGS-Thomson в 1996 году.

## Архитектура

Архитектура Cyrix 6x86

В 6x86 реализованы прогрессивные архитектурные методы повышения производительности — суперскалярность (англ. superscalar), суперконвейерность (англ. superpipelined), переупорядочивание инструкций (англ. out-of-order execution), динамическое устранение зависимостей между командами (англ. data dependency removal), переименование регистров (англ. register renaming), предсказание переходов, спекулятивное выполнение (англ. speculative execution).
Процессор содержит два независимых конвейера, позволяющих выполнять несколько команд за один такт. Процессор имеет два кэша: общий кэш команд и данных и 256-байтовую кэш-память команд с прямым отображением. Выделенный кэш команд позволяет избежать частых конфликтов при обращении к данным и командам в общем кэше.
Процессор способен параллельно выполнять целочисленные команды и команды с плавающей точкой, отложенные и переупорядоченные инструкции загрузки/сохранения.
6x86 содержит 32 физических регистра общего назначения. Каждый из них может быть временно сопоставлен архитектурному регистру x86.
Для предсказания переходов используется ассоциативный буфер адресов переходов. Корректно предсказанная инструкция перехода выполняется за один такт.

## Модели

### Cyrix 6x86, 6x86L, 6x86LV (и клон IBM 6x86)

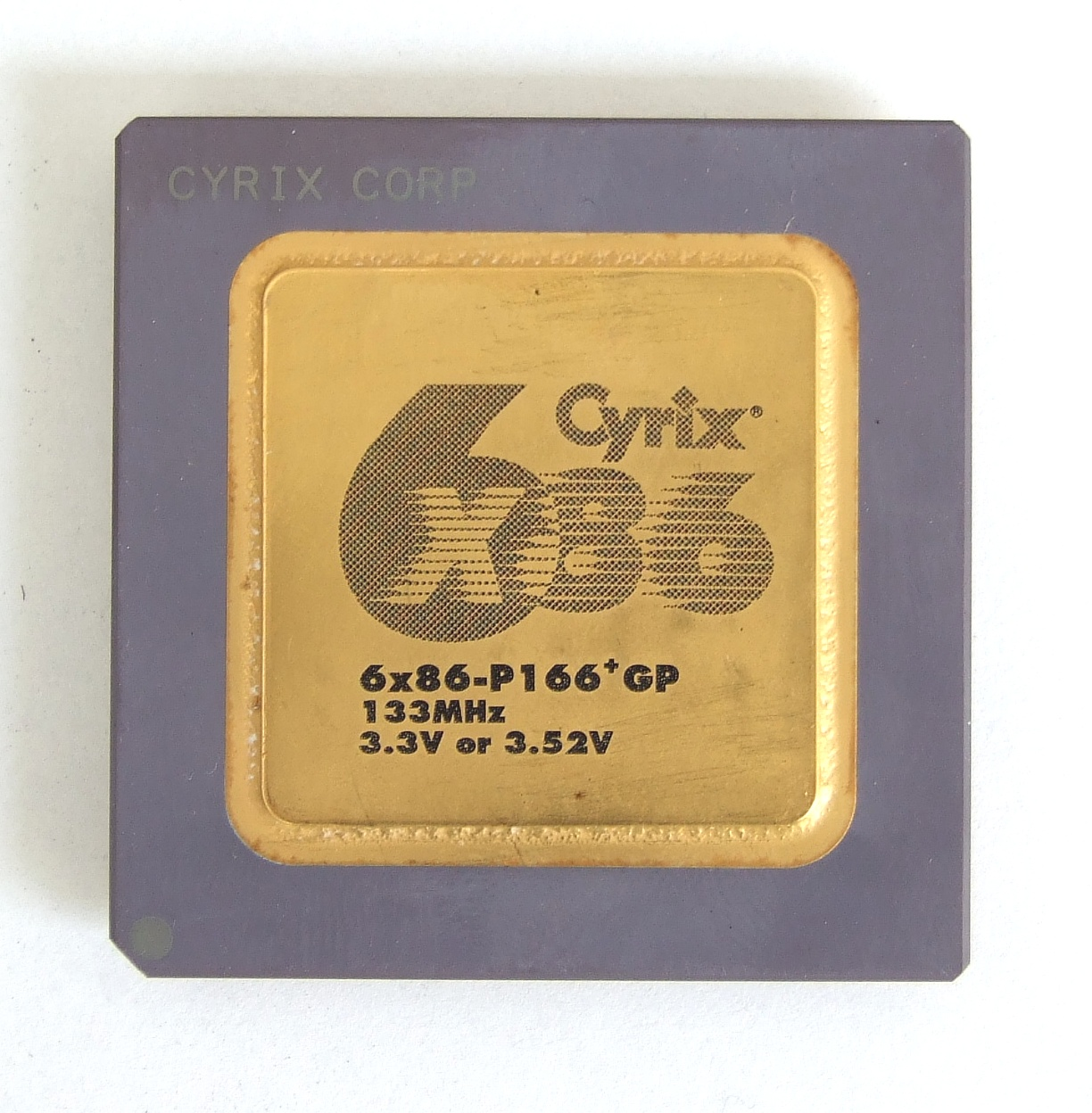
Cyrix 6x86-P166

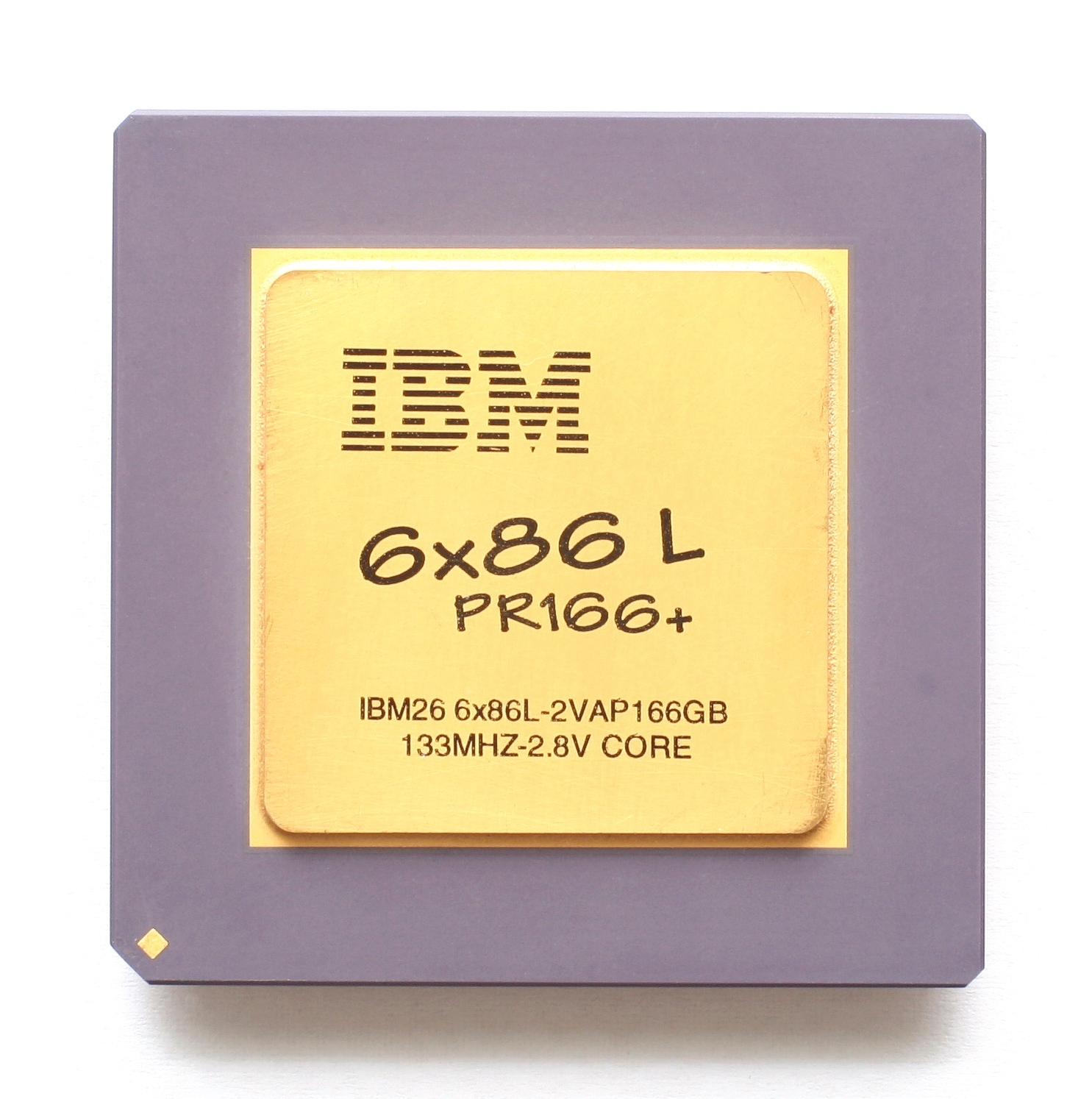
IBM 6x86L 133МГц

- Анонсирован в октябре 1995 г. (100-МГц вариант, с 3-х слойной метализацией)
- Процессоры, совместимые по выводам с Intel Pentium
- Тактовая частота: 80, 100, 110, 120, 133, 150 МГц
- Рейтинг: P90+, P120+, P133+, P150+, P166+, P200+
- Кэш-память: L1 — совмещённый кэш команд/данных — 16 Кбайт, L2 — от 512Кбайт до 1 Мбайт (на частоте шины, внешний)
- Тип архитектуры: гибкая двухканальная суперскалярная;
- Число транзисторов: 3 млн;
- Размер кристалла: 394 мм² (трёхслойная металлизация) / 204 мм² (пятислойная металлизация) (0,65-мкм технология), 6x86L и 6x86LV (0,35-мкм технология);
- Частота шины процессора — от 40 до 75 МГц.
- Напряжение: 3,3 В, 3,52 В; входное напряжение — 3,3 В, напряжение на ядре — 2,8 В (6x86L); 3,3 В / 2,45 В (6x86LV)
- Разъём — Socket 5 и Socket 7
- Цена (в партиях по 1000 шт.): 100-МГц — 199 долл., 133-МГц — 579 долл.;

### Cyrix 6x86MX (и клон IBM 6x86MX)

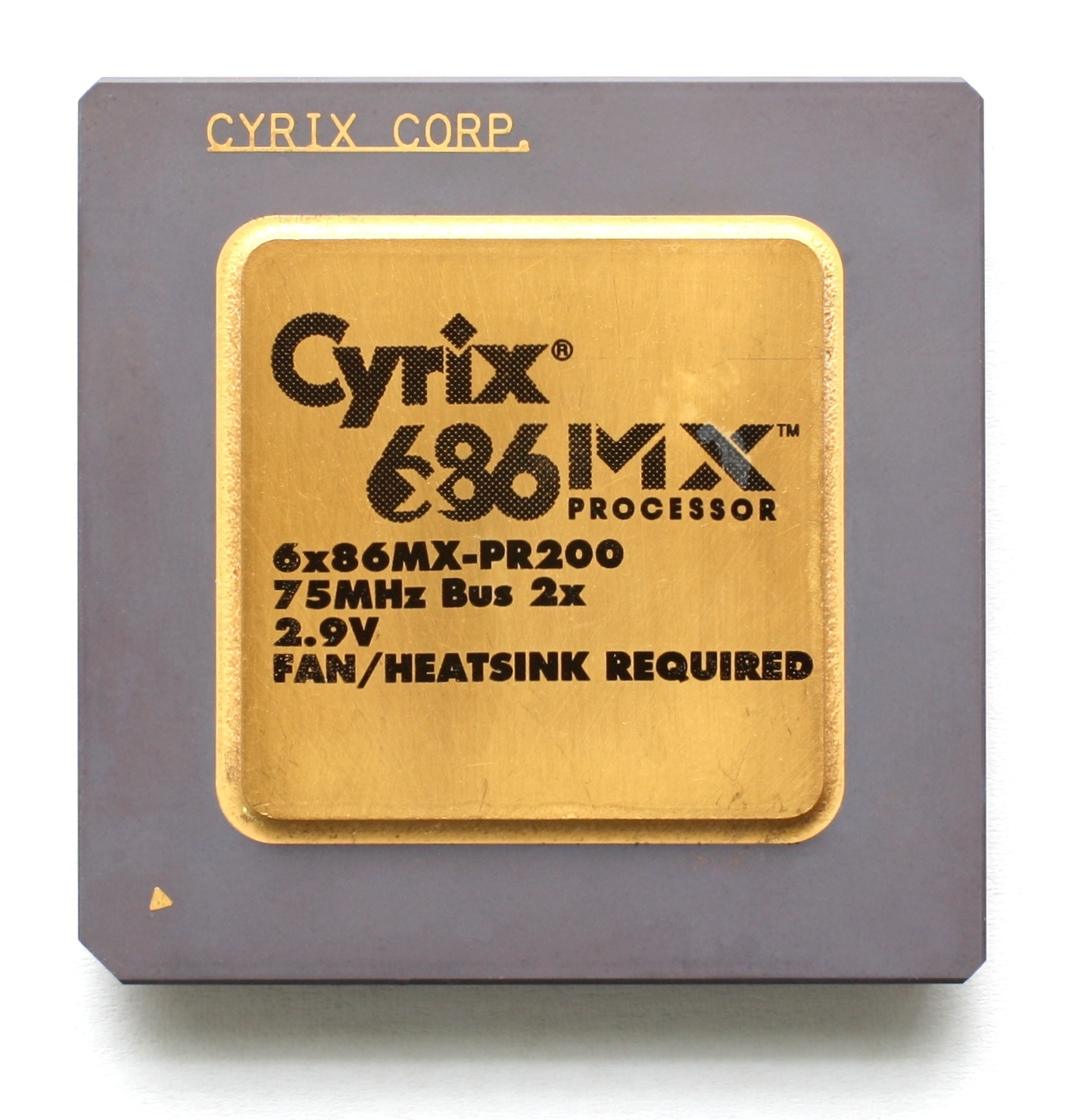
Cyrix 6x86MX PR200 150МГц

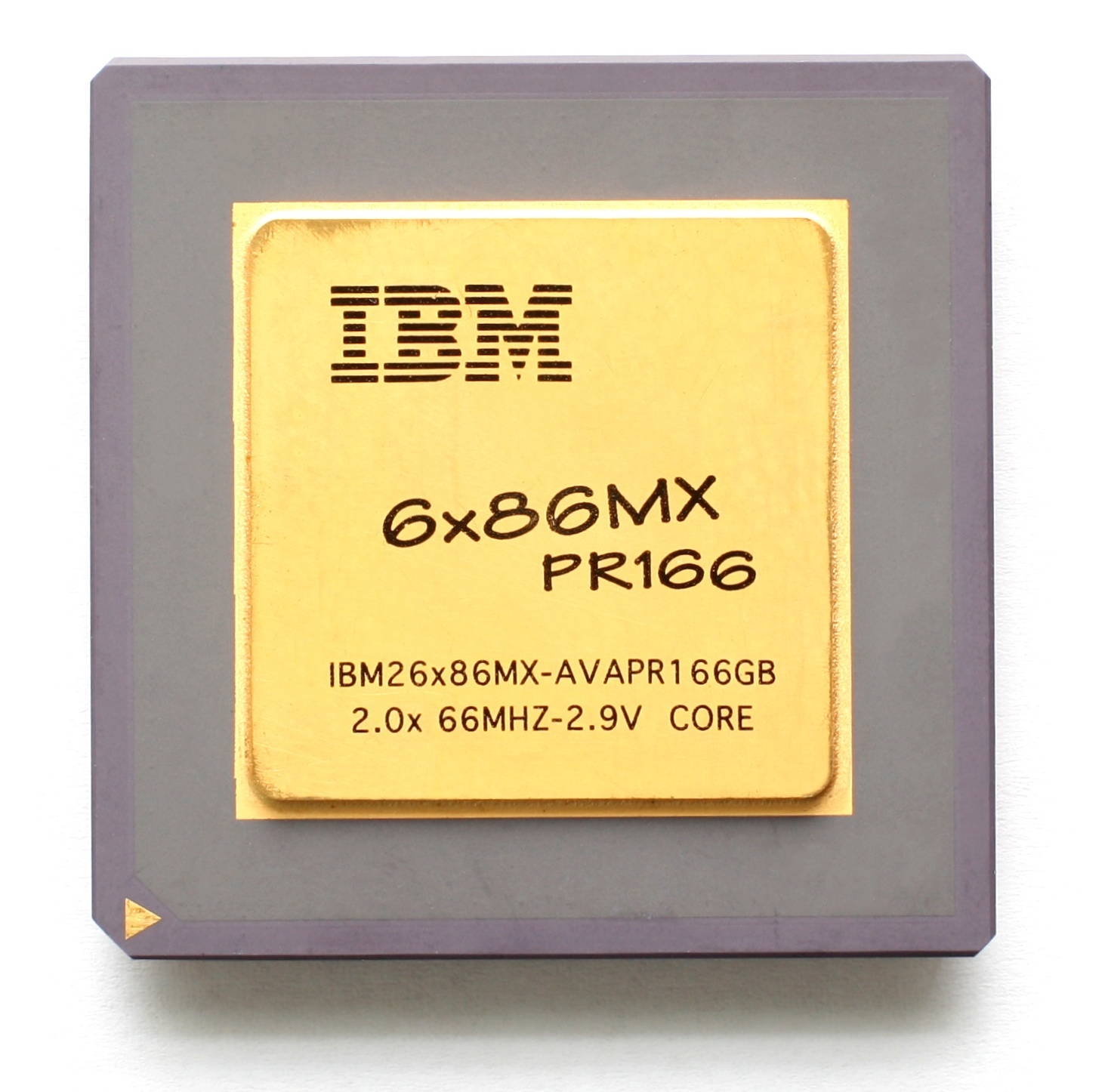
IBM 6x86MX PR166 133МГц

- Появился на рынке в конце мая 1997 г.
- Тактовая частота: 100—266 МГц
- Рейтинг: PR133-333
- Кэш-память: L1 — совмещённый кэш команд/данных — 64 Кбайт, L2 — от 512 Кбайт до 1 Мбайт (на частоте шины, внешний)
- Число транзисторов: 6,5 млн
- 0,35-мкм / 0,25-мкм технология
- Частота шины процессора — от 60 до 75 МГц. (IBM 66, 75, 83 МГц)
- Входное напряжение — 3,3 В, напряжение на ядре — 2,9 В
- Разъём Socket 7

Процессор является улучшенным вариантом Cyrix 6x86, реализована поддержка MMX, MMXEXT, увеличена длина конвейеров, что позволило увеличить тактовую частоту, увеличен объём кэш-памяти в 4 раза, введён двухуровневый TLB (используется два буфера — основной первого уровня с прямым отображением адресов на 16 позиций и вторичный 6-входовый ассоциативный на 384 позиции), увеличен в 2 раза кэш адресов и таблица предыстории переходов — с 256/512 до 512/1024 соответственно.
Модели Cyrix:
| Модель       | множитель | шина, МГц | частота, МГц | рейтинг, PR |
| ------------ | --------- | --------- | ------------ | ----------- |
| Cyrix 6x86MX | 2         | 50        | 100          | 133         |
| Cyrix 6x86MX | 2         | 55        | 110          | 133         |
| Cyrix 6x86MX | 2         | 60        | 120          | 150         |
| Cyrix 6x86MX | 2,5       | 50        | 125          | 150         |
| Cyrix 6x86MX | 2         | 66        | 133          | 166         |
| Cyrix 6x86MX | 2,5       | 55        | 138          | 166         |
| Cyrix 6x86MX | 3         | 50        | 150          | 166         |
| Cyrix 6x86MX | 2,5       | 60        | 150          | 166         |
| Cyrix 6x86MX | 2         | 75        | 150          | 200         |
| Cyrix 6x86MX | 3         | 55        | 165          | 200         |
| Cyrix 6x86MX | 2,5       | 66        | 166          | 200         |
| Cyrix 6x86MX | 3         | 60        | 180          | 200         |
| Cyrix 6x86MX | 2,5       | 75        | 188          | 233         |
| Cyrix 6x86MX | 3         | 66        | 200          | 233         |
| Cyrix 6x86MX | 2         | 83        | 166          | 233         |
| Cyrix 6x86MX | 2,5       | 83        | 208          | 266         |

Модели IBM:
| Модель     | множитель | шина, МГц | частота, МГц | рейтинг, PR |
| ---------- | --------- | --------- | ------------ | ----------- |
| IBM 6x86MX | 2         | 60        | 120          | 150         |
| IBM 6x86MX | 2         | 66        | 133          | 166         |
| IBM 6x86MX | 2         | 75        | 150          | 200         |
| IBM 6x86MX | 2,5       | 66        | 166          | 200         |
| IBM 6x86MX | 2         | 75        | 150          | 200         |
| IBM 6x86MX | 2         | 83        | 166          | 233         |
| IBM 6x86MX | 2,5       | 75        | 188          | 233         |
| IBM 6x86MX | 3         | 66        | 200          | 233         |
| IBM 6x86MX | 2,5       | 83        | 208          | 266         |
| IBM 6x86MX | 3         | 75        | 225          | 300         |
| IBM 6x86MX | 3,5       | 66        | 233          | 300         |
| IBM 6x86MX | 3         | 83        | 250          | 333         |
| IBM 6x86MX | 4         | 66        | 266          | 333         |

### Cyrix MII (и клон IBM 6x86MX)

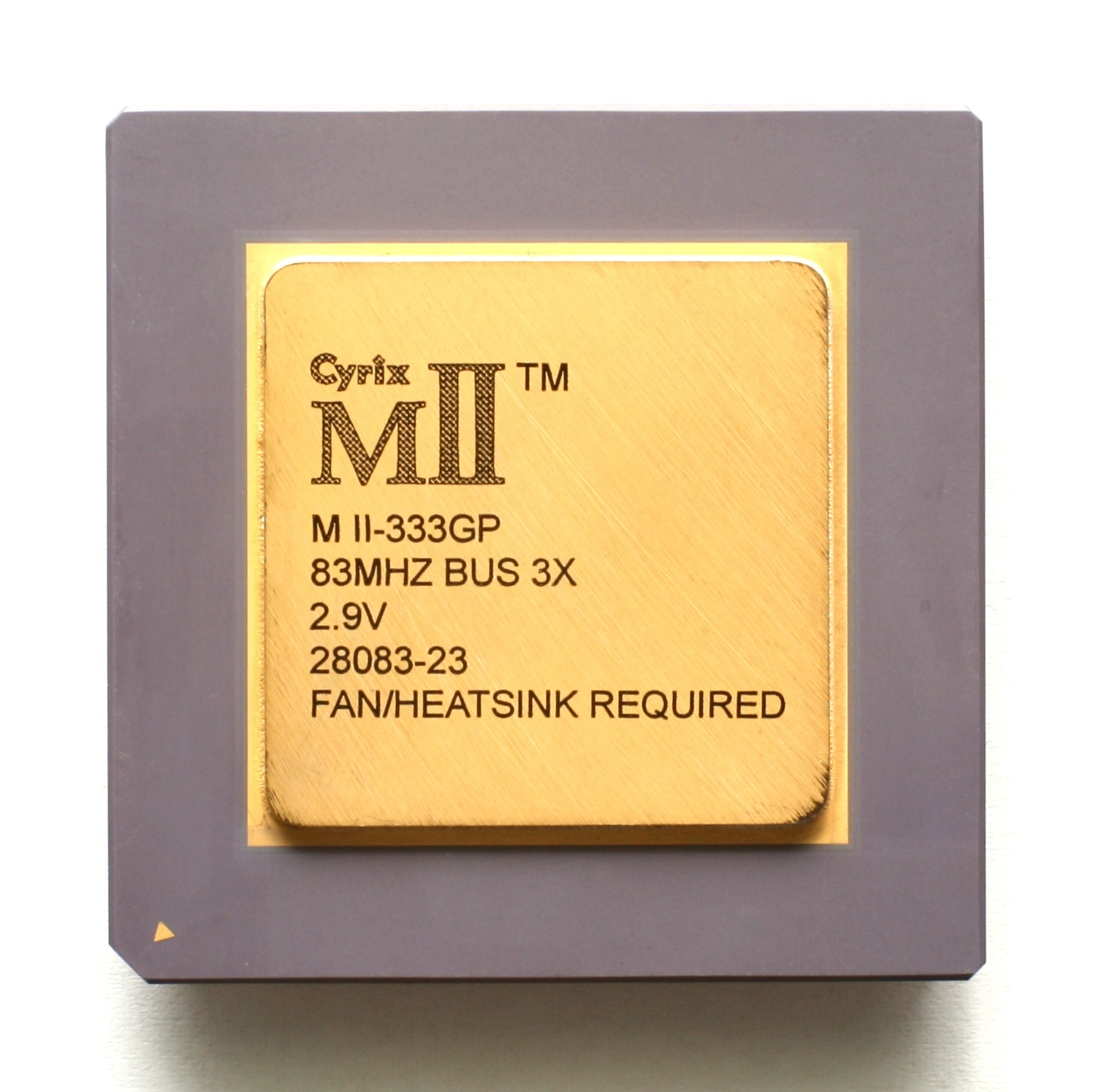
Cyrix MII 250МГц

- Производство началось в марте 1998
- Процессоры Cyrix MII совместимы по выводам с Pentium MMX (P55C) и имеют поддержку режима MMX и MMXEXT
- Тактовая частота: 165—300 МГц
- Частота шины процессора 66-100 МГц.
- Рейтинг: до 200—433
- Кэш-память: L1 — совмещённый кэш команд/данных — 64 Кбайт; L2 — от 512 Кбайт до 2 Мбайт (на частоте шины, внешний)
- Число транзисторов: 6,5 млн
- 0,25-мкм технология / 0,18-мкм технология
- Входное напряжение — 3,3 В, напряжение на ядре — 2,9 / 2,2 / 2,0 В
- Разъём Socket 7 / Super Socket 7

Чтобы дистанцироваться от нового предложения Intel — дешёвого Celeron, Cyrix дала маркировку «M-II» всем своим процессорам 6x86MX с рейтингом PR300 и больше. Маркетинговая стратегия была направлена на то, что серия 6x86MX является конкурентом не Celeron, а более мощному процессору Intel Pentium II (об этом и говорит «II» в названии). IBM напротив, не последовала за Cyrix и оставила своим процессорам маркировку 6x86MX (англ.).
Модели Cyrix:
| Модель    | множитель | шина, МГц | частота, МГц | рейтинг, PR |
| --------- | --------- | --------- | ------------ | ----------- |
| Cyrix MII | 2,5       | 66        | 165          | 200         |
| Cyrix MII | 2,5       | 75        | 188          | 233         |
| Cyrix MII | 3         | 66        | 200          | 233         |
| Cyrix MII | 2,5       | 83        | 208          | 266         |
| Cyrix MII | 3,5       | 66        | 233          | 300         |
| Cyrix MII | 3         | 75        | 225          | 300         |
| Cyrix MII | 3         | 83        | 250          | 333         |
| Cyrix MII | 3,5       | 75        | 263          | 333         |
| Cyrix MII | 3         | 90        | 270          | 350         |
| Cyrix MII | 2,5       | 100       | 250          | 366         |
| Cyrix MII | 3         | 95        | 285          | 400         |
| Cyrix MII | 3         | 100       | 300          | 433         |

### Cyrix Cayenne
- Он же Jedi, он же Gobi, он же впоследствии VIA Joshua.
- Целочисленный блок остался почти в неизменённом виде, но значительно улучшен блок операций с плавающей запятой — к имеющемуся добавлен второй блок[2].
- Процессор совместим с Socket 370.
- Поддерживаемые наборы инструкций — MMX, 3DNow!.
- Кэш-память: L1 — совмещённый кэш команд/данных — 64 Кбайт; L2 — 256 Кбайт.
- Выпущен в серию так и не был (VIA вместо него выпустила под маркой VIA Cyrix III процессор от команды Centaur с кодовым названием Samuel)[3].

## Производительность
Ниже приводится сводная таблица, демонстрирующая производительность процессора 6x86MX в бизнес-приложениях (тест Bussiness WinStone98), и в игре Quake 2.
| Процессор                    | Bussiness WinStone98 | Quake 2 Time Demo, fps |
| ---------------------------- | -------------------- | ---------------------- |
| Intel Celeron 266 МГц        | 16,3                 | 26,7                   |
| Intel Pentium II 266 МГц     | 20,3                 | 32,4                   |
| AMD K6 300 МГц               | 22,3                 | 24,6                   |
| Cyrix 6x86MX PR266 208,3 МГц | 20,1                 | 16,6                   |

В 6x86 целочисленная производительность была просто фантастической. Cyrix использовали PR рейтинг (рейтинг результативности) по отношению к классическому Intel Pentium (до P55C), так как производительность 6x86 при его более низкой тактовой частоте превышала производительность Pentium, работающего на частоте более высокой. Например, 6x86 на частоте 133 МГц будет эффективнее классического Pentium на частоте 166 МГц, и в результате Cyrix может предлагать 133 МГц чип в качестве равноценной альтернативы Pentium 166. Рейтинг PR был необходим также и потому, что 6x86 не мог достигнуть таких же высоких частот, как Pentium, и решающее значение имело сопоставление более низких частот 6x86 в качестве равных с Pentium прежде всего в умах потребителей. Тем не менее, рейтинг PR является не совсем правильным представлением о производительности 6x86.
Хотя производительность 6x86 в целочисленных вычислениях просто отлична, этого нельзя сказать в отношении её эффективности в вычислениях с плавающей точкой. Во время развития 6x86, большинство приложений (офисное программное обеспечение) было целочисленным. Проектировщики предполагали, что так будет и в будущем. Таким образом, чтобы оптимизировать производительность процессора в той области применения, которую они посчитали наиболее вероятной, большинство транзисторов процессора было пущено на реализацию целочисленной арифметики.
Неважная производительность FPU процессоров 6x86 (на фоне конкурентов) объясняется тем, что большинство инструкций FPU выполняются как минимум за 4 такта, а также они не конвейеризированы. Итоговая скорость выходит не намного быстрее FPU 80486 процессора предыдущего поколения на той же тактовой частоте. Популярность процессора Pentium привела к тому, что многие программисты вручную оптимизировали ассемблерный код для извлечения максимальной выгоды от конвейеризированного и работающего с малыми задержками FPU Pentium. Например, игра Quake использовала хорошо оптимизированный код, предназначенный специально для выполнения на FPU Pentium. В результате, Pentium оказался значительно эффективней других процессоров в этой игре. К счастью для 6x86 (и AMD K6), многие игры продолжали быть основаны преимущественно на целочисленных вычислениях, где эти процессоры показывали себя с наилучшей стороны.